# 羅斯希爾鎮區 (密蘇里州約翰遜縣)
羅斯希爾鎮區（英語：Rose Hill Township）是位於美國密蘇里州約翰遜縣的一個行政鎮區。

## 地方資料
羅斯希爾鎮區的面積為187.10平方千米，當中陸地面積為185.59平方千米，而水域面積為1.51平方千米。根據2020年美國人口普查的數據，當地共有人口848人，而人口密度為每平方千米4.53人。